# Alternul (Star Trek: Deep Space Nine)
„Alternul” este cel de-al 32-lea episod din serialul american de televiziune științifico-fantastic Star Trek: Deep Space Nine. Este al 12-lea episod al celui de-al doilea sezon.
Plasat în secolul al XXIV-lea, serialul urmărește aventurile de pe Deep Space Nine, o stație spațială situată în apropierea unei găuri de vierme stabile între cadranele Alfa și Gamma ale galaxiei Calea Lactee, în apropierea planetei Bajor. În acest episod, fostul profesor al lui Odo crede că a găsit o formă de viață asemănătoare lui Odo în Cuadrantul Gamma. Episodul îl prezintă pe James Sloyan în rolul dr. Mora Pol, omul de știință bajoran care a studiat forma de viață Odo după ce a fost descoperită.

## Prezentare
Dr. Mora Pol, omul de știință bajoran care l-a studiat pe Odo atunci când a fost descoperit, sosește pe Deep Space Nine și îi spune lui Odo că a detectat semnături ADN asemănătoare cu cele ale lui Odo pe o planetă din Cuadrantul Gamma. Mora, Odo, Dax și asistentul lui Mora pleacă spre planetă într-o navetă pentru a investiga, iar în timpul drumului, atitudinea paternă a lui Mora față de Odo, inclusiv poveștile jenante din perioada în care au fost împreună, îl irită pe acesta.
După ce ajung pe planetă, cei patru se teleportează la suprafață, unde descoperă o formă de viață minusculă care ar putea fi o rudă îndepărtată a lui Odo. Totuși, înainte de a se putea întoarce la navetă, un cutremur eliberează gaze vulcanice în aer. Ceilalți trei leșină, dar Odo, care nu este afectat deoarece nu are sistem respirator, îi teleportează înapoi pe navetă.
Înapoi pe stație, Dax și ceilalți sunt duși la infirmerie pentru a-și reveni, în timp ce forma de viață este adusă în laboratorul științific, unde O'Brien încearcă fără succes să o identifice. Deoarece pare să crească, O'Brien o pune într-un câmp de izolare, dar mai târziu, în acea noapte, echipajul găsește laboratorul avariat, iar forma de viață dispărută, aparent după ce a scăpat printr-o conductă de aer. Ei observă că incidentul a fost însoțit de o scurgere de energie și de o creștere a temperaturii. O'Brien, încercând să dea de urma creaturii, aude un zgomot ciudat, apoi găsește o baltă de mâzgă, despre care ei presupun că este vorba de rămășițele formei de viață.
Bashir studiază rămășițele în infirmerie, când este atacat de o creatură ciudată, de care se apără cu un bisturiu cu laser. Analiza unei mostre realizată de Dax dezvăluie că ADN-ul formei de viață și cel al creaturii sunt diferite și începe o căutare computerizată pentru a găsi o potrivire cu formele de viață cunoscute. Mora, între timp, recunoaște modelul ADN ca fiind al lui Odo și îl confruntă în particular. El subliniază că atacurile au avut loc la aproximativ șaisprezece ore distanță unul de altul, exact în momentele în care Odo revine la starea sa naturală gelatinoasă pentru a se regenera. Ei presupun că gazul de pe planeta din Cuadrantul Gamma l-ar fi putut afecta cumva pe Odo. Panicat, Odo începe să se îndrepte spre infirmerie, dar Mora susține că Bashir nu va înțelege și îl va trata pe Odo ca pe un monstru. El îl presează pe Odo să se întoarcă pe Bajor cu el și, în timp ce face acest lucru, Odo, din ce în ce mai agitat, se transformă din nou în creatura respectivă.
Securitatea detectează o scurgere de energie în biroul lui Odo, dar, când ajung să investigheze, nu găsesc nimic în neregulă. După ce a văzut reacția violentă a lui Odo, Mora le explică comandantului Sisko și maiorului Kira că el este cauza metamorfozei lui Odo. Prima dată, explică el, creatura încerca să salveze organismul pe care Mora îl ținea în laboratorul științific; a doua oară, a apărut în infirmerie, unde Mora era pacient; iar a treia oară, Odo și Mora se aflau în mijlocul unei dezbateri aprinse. El ajută echipajul să îl atragă pe Odo în starea sa alterată pe Promenadă, unde este reținut într-un câmp de forță și revine la normal.
Mai târziu, după ce efectele gazului au fost înlăturate, Odo îi cere scuze lui Mora pentru că l-a atacat. Mora îi cere scuze lui Odo pentru că i-a ignorat sentimentele, în cele din urmă realizând ce a făcut atunci când Odo se simțea ca un prizonier în laboratorul său. Mora spune că ar vrea să facă parte, oricât de puțin, din viața lui Odo, iar cei doi se împacă.